# تاکاچیهو، میازاکی
تاکاچیهو، میازاکی (به لاتین: Takachiho, Miyazaki) یک منطقهٔ مسکونی در ژاپن است که در Nishiusuki District واقع شده‌است. تاکاچیهو ۱۴٬۲۶۲ نفر جمعیت دارد.